# Тетрихеви (посёлок в Тбилиси)
Тетрихе́ви (груз. თეთრიხევი) — посёлок (дасахлеба) и пригород в составе Самгорского района Тбилиси. Расположен в восточной части города, к северу от  посёлка Орхеви, и к востоку от посёлка Тетрихевгэс, на Самгорской равнине. Был основан в начале 1950-х годов как поселение для строителей и работников Самгорской оросительной системы и одноимённой ГЭС.

## Этимология
Название посёлка происходит от одноимённой реки Тетрихеви (длина 9 км). В переводе с грузинского языка груз. თეთრი ხევი означает «Белый овраг» или «Белое ущелье». Согласно топонимическому словарю 1978 года, в верхнем течении река именовалась Орхеви.

## История

### Основание и советский период
Основание посёлка было частью одного из крупнейших проектов послевоенной пятилетки в Грузинской ССР — строительства Самгорской оросительной системы. Проект предусматривал орошение десятков тысяч гектаров засушливых земель к востоку от Тбилиси для создания новой сельскохозяйственной базы. На освоенных землях планировалось создать 7500 га плодовых садов, 5000 га виноградников, столько же бахчей и огородов, а также отвести 18 200 га под зерновые и хлопок. В рамках этого проекта было запланировано строительство каскада из трёх ГЭС, одна из которых должна была располагаться у селения Тетрихеви.
В 1950 году на место, которое в прессе описывалось как «белое пятно» в безводной Самгорской степи, прибыли строители треста «Грузгидрострой» и основали посёлок. Первыми жителями стали как строители, так и колхозники, прибывшие из разных районов Грузии (Каспского, Дманисского, Гардабанского), которые в процессе строительства осваивали новые для себя специальности: плотников, бетонщиков, слесарей-стахановцев. Семьи начали заселяться в ещё недостроенные дома с 1951 года. Благодаря подаче воды из Самгорского канала, жители самостоятельно разбивали сады, где росли черешня, сливы, яблони и персики, а также виноградники и огороды, превращая, по выражению современников, засушливую землю в «зелёный оазис».
В сентябре 1952 года исполком Тбилисского городского Совета депутатов трудящихся официально выделил земельные участки для новых посёлков Тетрихеви и Вазиани. Посёлок был интегрирован в городскую черту и на протяжении десятилетий входил в состав разных районов Тбилиси: Гареубанского (1954), Заводского (1979) и Самгорского (с конца 1980-х).

### Постсоветский период
В 1990-е и 2000-е годы посёлок столкнулся с инфраструктурными проблемами, характерными для того периода. В 2001 году газета «Свободная Грузия» сообщала, что жители соседнего посёлка Тетрихеви ГЭС на протяжении пяти месяцев оставались без телефонной связи из-за кражи кабеля. В статье отмечалось, что в посёлке проживало много пожилых людей и многодетных семей, а транспортное сообщение было затруднено.
В августе 2016 года было открыто движение по новому маршруту микроавтобуса № 107, что улучшило транспортную доступность Тетрихеви и связало его с транспортными узлами города, включая станции метро «Исани» и «Самгори».
В апреле 2024 года в посёлке произошёл инцидент, привлёкший внимание СМИ: несколько коров погибли от удара током из-за обрыва линии электропередачи во время сильного ветра.

## Географическое положение

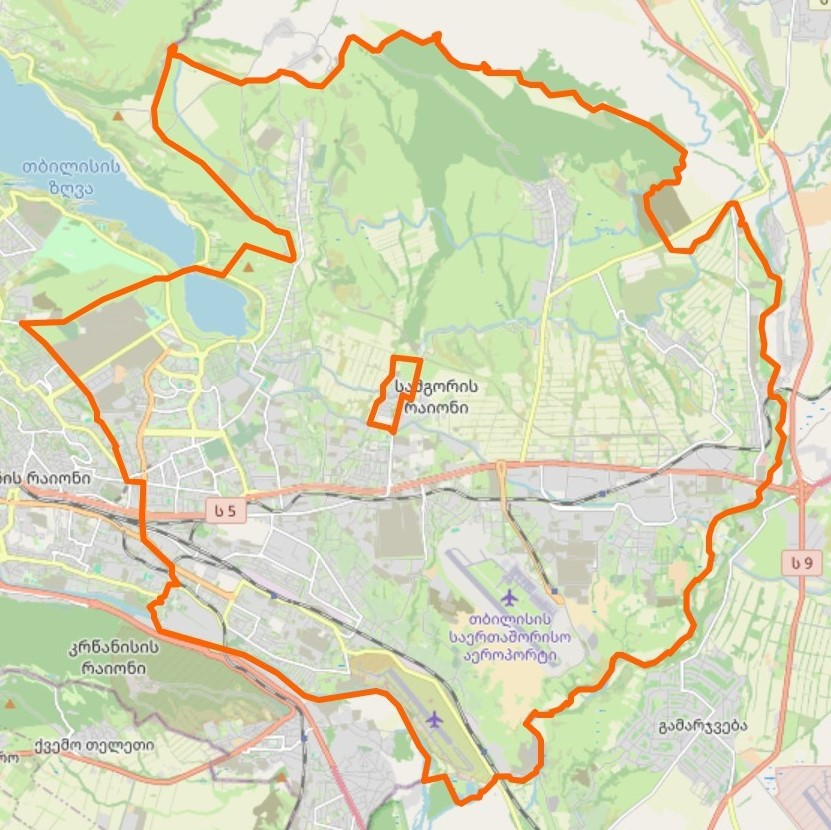
Расположение Тетрихеви (внутренний контур) на карте Самгорского района (внешний контур)

Тетрихеви расположен в Самгорском районе Тбилиси, на Самгорской равнине. Через территорию посёлка протекает река Тетрихеви, которая впадает в Нижне-Самгорский канал близ посёлка Самгори. Согласно отчёту Национального агентства окружающей среды за 2019 год, река является селеопасной (груз. ღვარცოფი), что создаёт средний уровень риска для расположенных вблизи инфраструктурных объектов.

## Инфраструктура
Градообразующим предприятием для местности является ТетрихевГЭС — одна из трёх гидроэлектростанций Самгорского каскада, введённая в эксплуатацию в 1952 году. Станция была приватизирована одной из первых в Грузии путём прямой продажи в начале 1990-х годов.
Основным видом общественного транспорта являлось маршрутное такси № 107. Маршрут проходил через улицы Чантладзе и Мухадзе, Кахетинское шоссе, Московский проспект и связывал посёлок с районами Орхеви, Исани и Самгори. Однако на сегодня единственным для посёлка транспортным маршрутом остаётся автобусный маршрут 356, идущий от Тетрихевгэс, проходящий Тетрихеви по улице Чантладзе, проходящий через главные дороги посёлка Орхеви, и до станции метро Исани. В 2019 году на этот маршрут (тогда он носил номер 56) были запущены новые комфортабельные автобусы ISUZU, оснащённые кондиционерами и адаптированные для людей с ограниченными возможностями.

### Промышленные предприятия
- «Bedegi» — завод по производству строительных материалов, который находится по адресу улица Братьев Словински 6[23].